# Gorzów Wielkopolski
Gorzów Wielkopolski [ˈgɔʒuf vʲɛlkɔ'pɔlski] (fil) (tyska: Landsberg an der Warthe, kasjubiska: Lãdzbarg) är en stad i Lubusz vojvodskap i nordvästra Polen. Invånarantalet är 124 274 (2014).  Staden är en av två huvudstäder i Lubusz vojvodskap; Gorzów är säte för vojvoden, medan Zielona Góra är säte för vojvodskapets fullmäktige och styrelse. Gorzów har även en domkyrka som är säte för den regionala katolska biskopen.  
Staden utgör administrativt ett eget powiat (distrikt) och är därmed ett självständigt stadsdistrikt i Lubusz vojvodskap.

## Geografi
Gorzów ligger i Lubusz vojvodskap nära Polens västra gräns, omkring 130 kilometer nordväst om Poznań.  Floden Warta rinner igenom staden, och den gamla stadskärnan är belägen vid flodens norra strand.   Staden ligger omkring 45 kilometer från den närmaste gränsövergången till Tyskland vid Kostrzyn nad Odrą.  Gorzów omges av flera höga kullar och stora skogsområden.

## Historia

### Landsbergs historia fram till 1945
Arkeologiska fynd har visat att området är bebott sedan förhistorisk tid. Under folkvandringstiden bosatte sig slaviska stammar i området, och platsen kom att ingå i landskapet Lubusz, med en befästning uppförd under huset Piasts styre. Under hertigen Leszek I av Polen i början av 1200-talet bjöds tysktalande bosättare in att slå sig ned i området, och 1249 såldes Lubusz av hertig Boleslav II av Schlesien till markgrevskapet Brandenburg som övertog styret i det som blev det brandenburgska landskapet Neumark. År 1257 gavs staden Landisberch Nova (lat. för "Nya Landsberg") stadsrättigheter av markgreve Johan I av Brandenburg och en bro över floden Warta byggdes. Nybyggarna i området talade huvudsakligen lågtyska dialekter. Staden kallades ända fram till 1500-talet Neu-Landsberg, "Nya Landsberg", för att skilja den från den befintliga staden Altlandsberg, "Gamla Landsberg", i närheten av Berlin. Domkyrkan i Gorzów, Mariakyrkan, uppfördes på 1200-talet som Landsbergs stadskyrka och är därmed stadens äldsta byggnadsverk. Under början av 1300-talet byggdes stadsmurarna, som idag endast till en liten del är bevarade. 1325 belägrades staden av polska trupper, och 1432 attackerades staden av husiter.
Staden utvecklades under senmedeltiden till områdets viktigaste handelsplats och blev med tiden viktig för handeln mellan Tysk-romerska riket och Polen. Under trettioåriga kriget förstördes förstäderna utanför ringmuren helt. Staden kapitulerade 16 april 1631 utan strid inför en svensk armé ledd av Gustav II Adolf. 25 oktober 1633 intogs Landsberg av Albrecht von Wallenstein, men sedan åter av Alexander Leslie 25 mars 1634 och överlämnades till Brandenburg. 1639 stormades staden av svenska trupper under Johan Lillliehöök. Även 1675 intogs Landsberg av Sverige och började befästas, men trupperna drog sig ganska snart tillbaka.
Ullhandel och väverier var en viktig näring under 1700-talet. 1701 blev staden tillsammans med Brandenburg del av kungadömet Preussen, och från 1815 ingick den som del i den då nybildade provinsen Brandenburg, från 1871 som del av Tyska riket. Under andra halvan av 1800-talet växte en ny stadsdel fram utanför stadens befästningar, den Nya staden. År 1857 anslöts staden till järnvägsnätet som en station på den Preussiska östra stambanan mellan Berlin och Königsberg. Den karakteristiska järnvägsviadukten som skiljer stadskärnan från floden uppfördes i början av 1900-talet.
Våren 1945 erövrades staden av sovjetiska trupper och efter krigsslutet tvångsförflyttades de tyskspråkiga invånare som inte redan flytt västerut under kriget, enligt Potsdamöverenskommelsen.  Den östtyska författaren Christa Wolf är känd för att ha skildrat sina upplever som barn i en sådan tysk familj som tvångsförflyttades från staden.

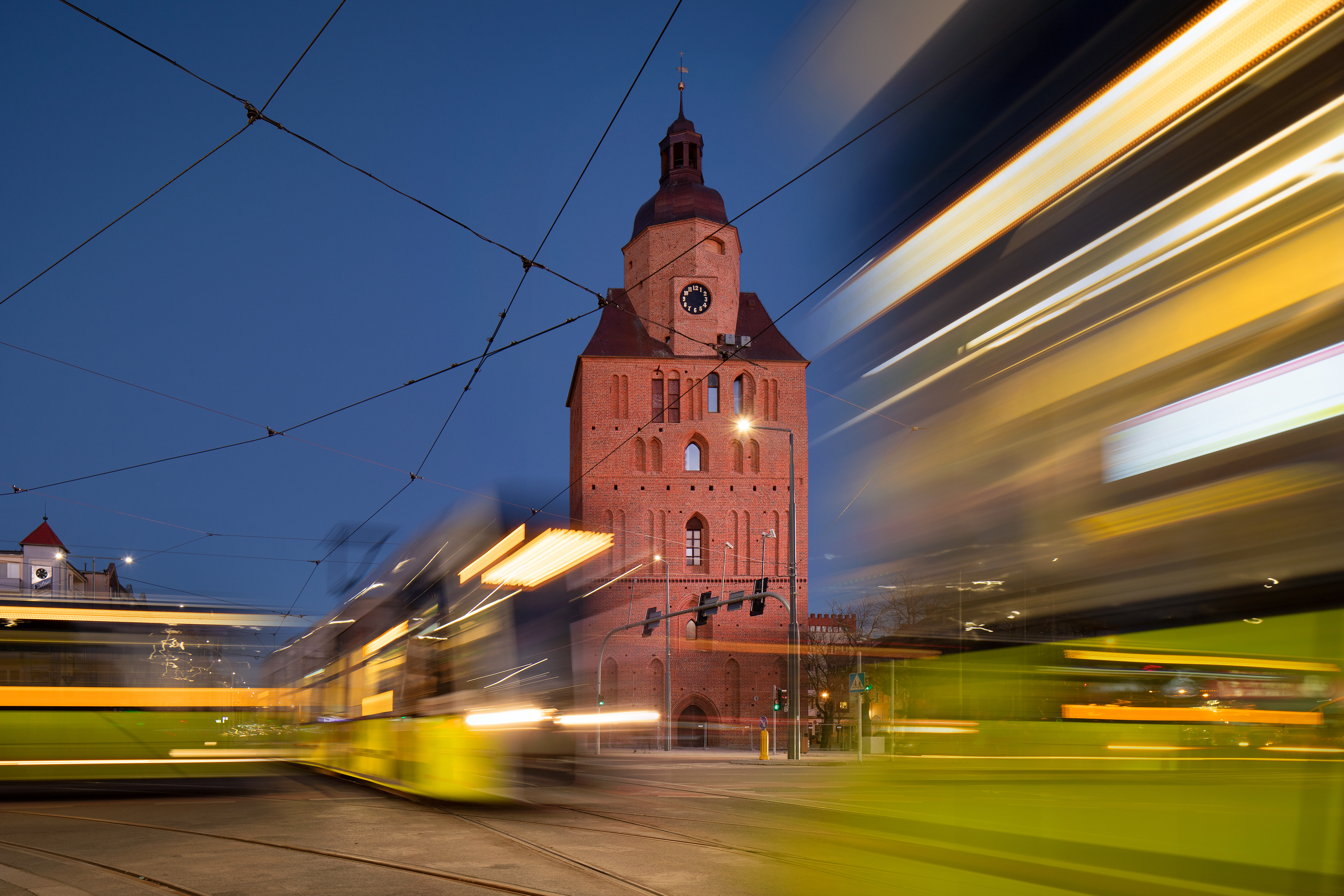
Domkyrkan i Gorzów, Mariakyrkan, är ett viktigt landmärke och ligger vid stora torget i centrum.

### Gorzów efter 1945
Landsberg bytte nu officiellt namn till Gorzów Wielkopolski. De tidigaste kartorna som visar det polska namnet Gorzów på staden härstammar från 1700-talet. Namnet Wielkopolski, "i Storpolen", valdes utifrån regionindelningen som gällde fram till 1950, trots att den historiska regionen Storpolen och dagens Storpolens vojvodskap i strikt mening ligger längre österut.  
Staden återbefolkades huvudsakligen av polsktalande invånare från centrala Polen, och trots tvångsfördrivningarna växte staden under efterkrigstiden till mer än dubbla invånarantalet jämfört med före kriget, vilket ledde till att stora förortsområden med höghus i betong byggdes. Viktiga industrier under den kommunistiska epoken var bland annat tillverkning av syntetiska textilier och traktorer. Under 1990-talet genomgick stadens näringsliv stora strukturella omvandlingar, då de gamla statliga fabrikerna stängde och arbetslösheten steg samtidigt som nya företag började etablera sig i staden.
I en folkomröstning 2000 om att ändra stadens namn beslutades att även i fortsättningen officiellt kalla staden Gorzów Wielkopolski, trots att den inte längre administrativt tillhör Storpolen.

## Kultur och sevärdheter

### Byggnadsminnen och sevärdheter

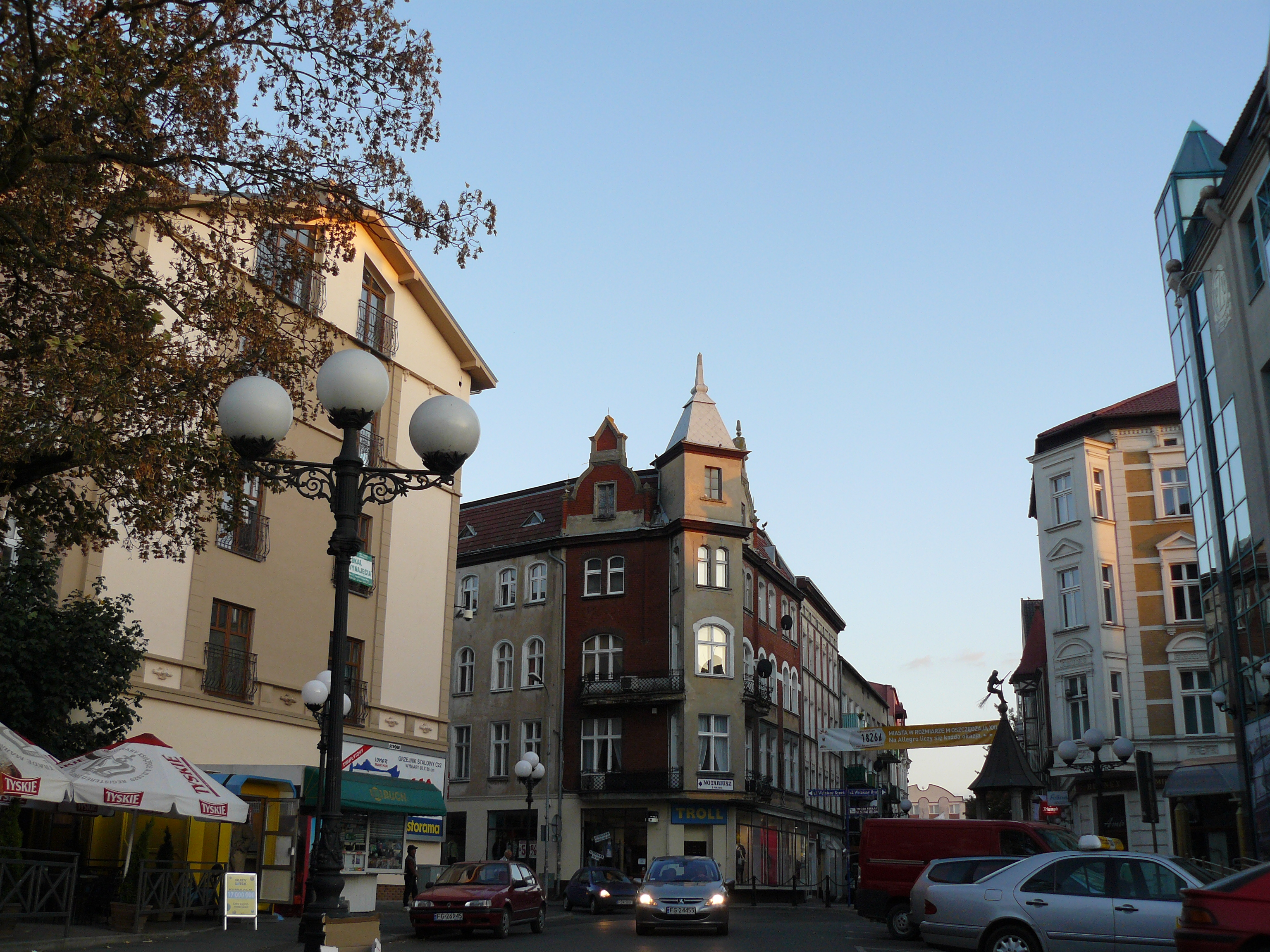
Gatan Hawelańska i gamla staden

Gorzóws centrum skadades svårt under andra världskriget, och den gamla staden består idag av en blandning av äldre hus och modernistiska hus från efterkrigstiden.  Stadens äldsta byggnad, katedralen, står fortfarande kvar mitt på stora torget i staden och utgör stadens naturliga mittpunkt.  Många av byggnaderna omkring torget renoverades inför påven Johannes Paulus II:s besök 1997. 

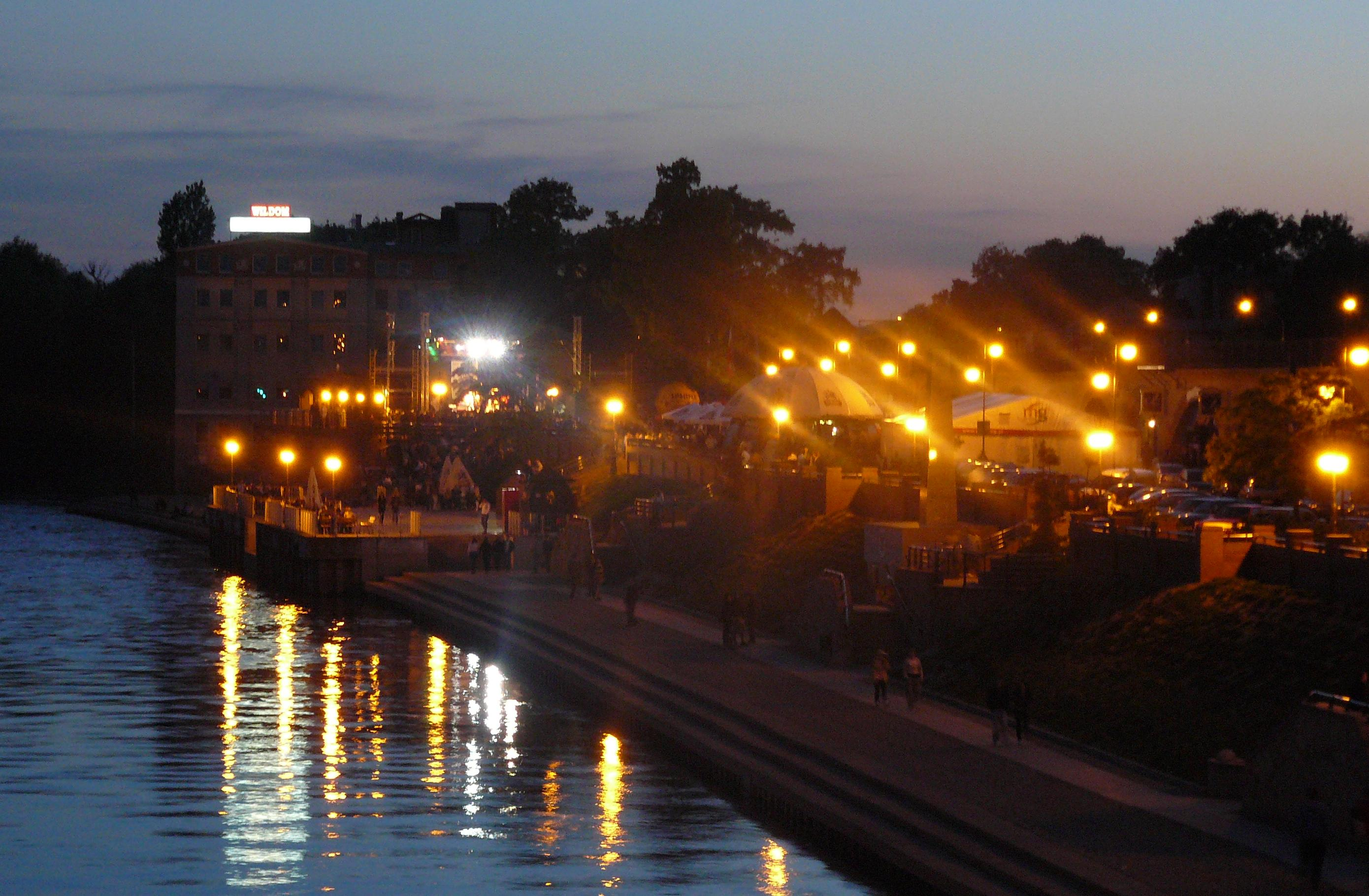
Strandpromenaden på kvällen

Området omkring den gamla staden, där stadens försvarsverk tidigare låg, har många parker och grönområden, och nedanför järnvägsviadukten som går mellan floden och stadskärnan har man under senare år skapat ett promenadstråk med caféer och barer. 
Den nya staden, norr om den gamla stadsmuren, består till större delen av bebyggelse från sent 1800-tal och tidigt 1900-tal och klarade sig relativt oskadd undan andra världskriget.  Många välbevarade och byggnadsminnesmärkta exempel på gründerzeit- och jugendstilarkitektur finns här.
Stadens gamla judiska kyrkogård, i västra utkanten av staden, vandaliserades på 1930-talet men är delvis bevarad.

### Musik och evenemang
I staden finns sedan 2011 Gorzówfilharmonins nya konserthus, med ett omfattande konsert- och kulturevenemangsprogram.
Gorzów har sedan 1950-talet en stor bofast romsk befolkning, och varje år anordnas första veckan i juli en stor internationell festival, Romane Dyvesa, med stadens utomhusamfiteater som huvudscen.
Staden har en årlig internationell jazzfestival som är en av Polens största jazzfestivaler.

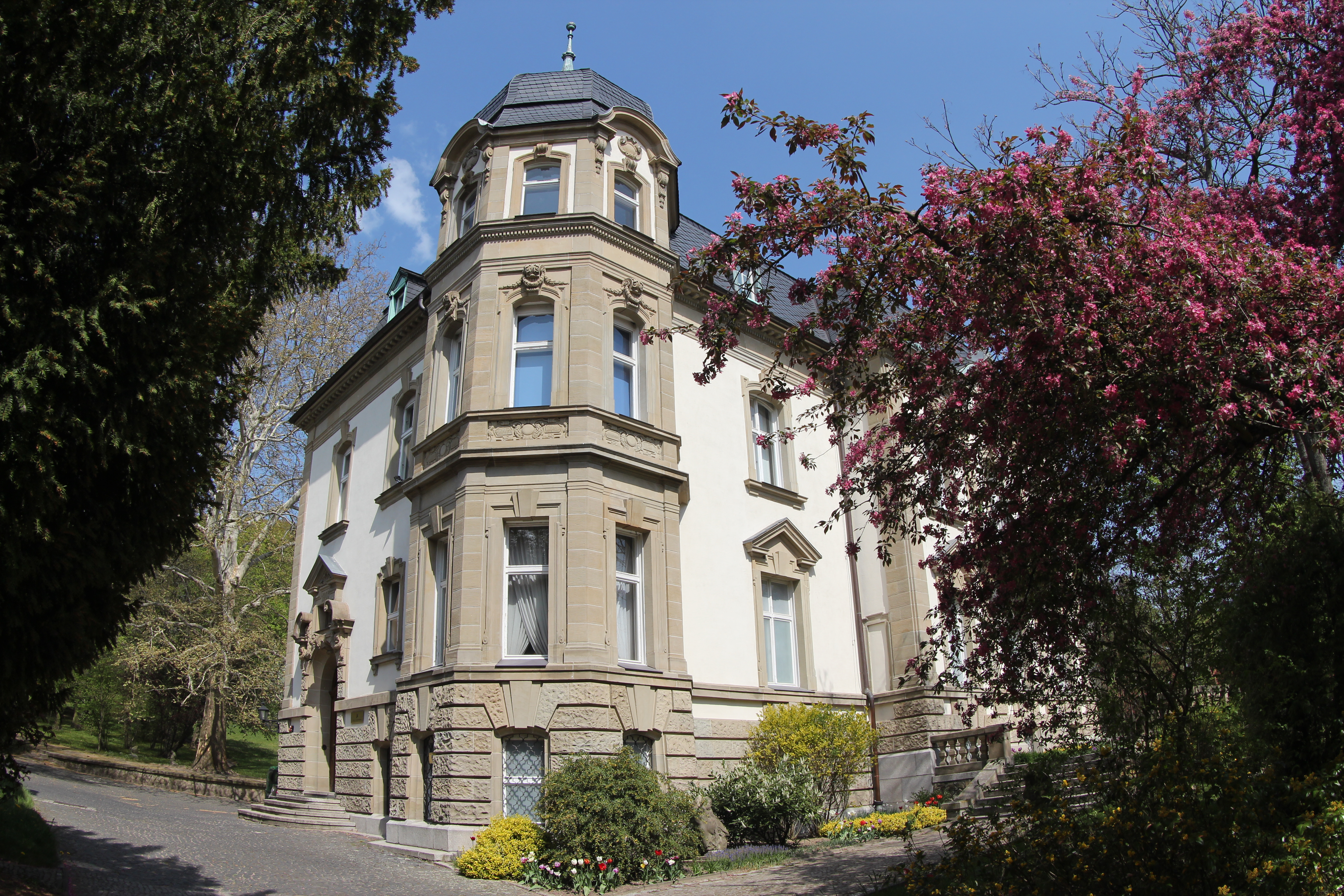
Schrödervillan

### Museer
Lubusz vojvodskaps museum ligger i staden, delat på två museibyggnader. Det gamla sädesmagasinet Spichlerz, söder om floden, har olika tillfälliga konstutställningar och en permanent utställning om stadens historia, medan  Schrödervillan på gatan Warszawska hyser en porträttsamling och konstföremål.  Villans park har en botanisk stig.
Den romska poeten och sångerskan Bronisława Wajs (1908-1987), också känd som Papusza, verkade under många år i staden, och stadsbiblioteket har en Papusza-samling med böcker och korrespondens.

## Näringsliv
Den största privata arbetsgivaren i staden är den japanska koncernen Sumitomo Electric, som här tillverkar elsystem för bilar. Staden ingår som ett underområde till Kostrzyn–Słubices särskilda ekonomiska zon, som ger skatterabatter till företag som etablerar sig i regionen.

## Kommunikationer
Staden har järnvägsförbindelse mot Kostrzyn nad Odrą västerut, med vidare förbindelser mot Berlin och Szczecin, och via Krzyż mot Poznań österut.  

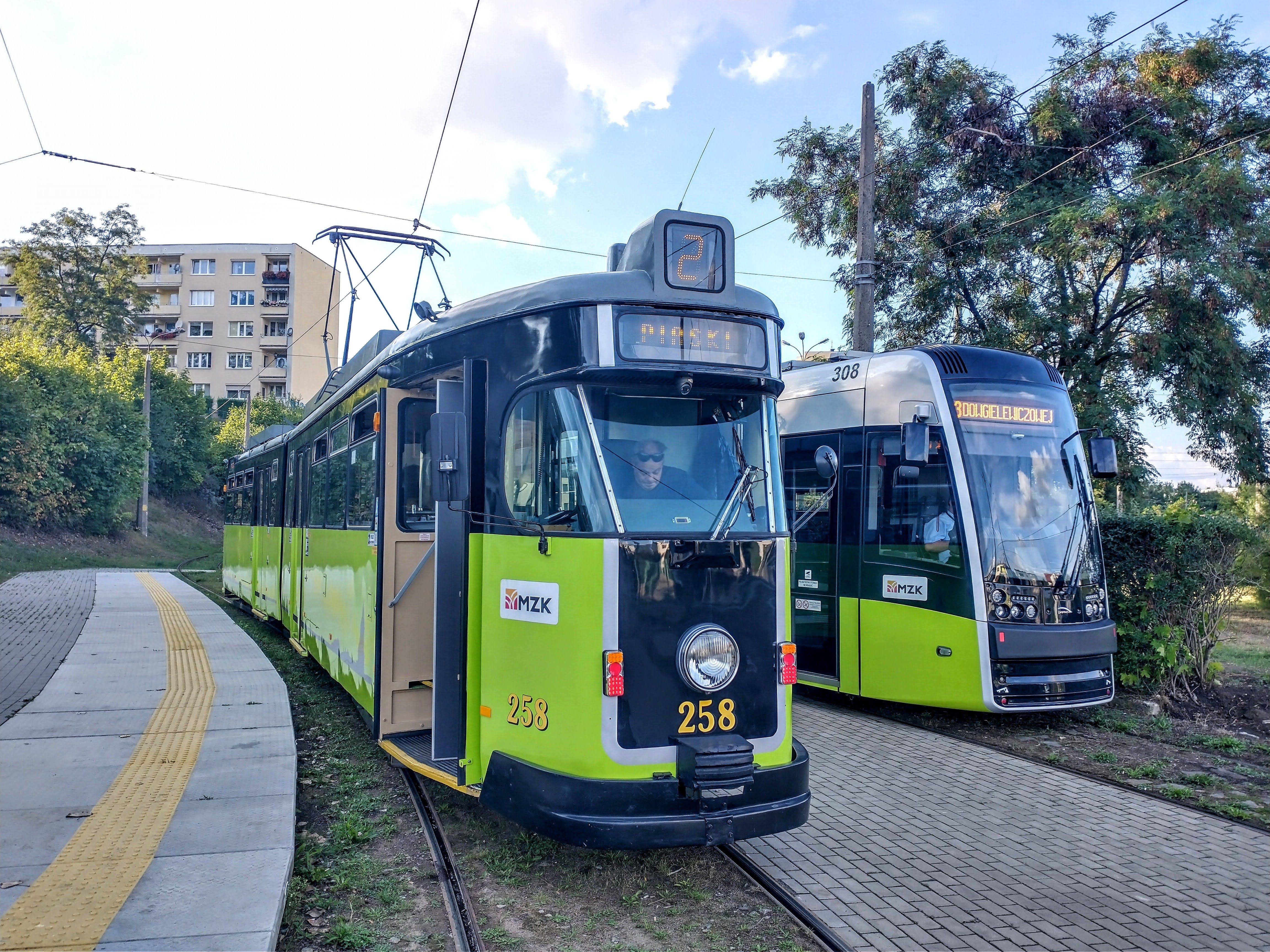
Gorzów Wielkopolskis spårvägar

Motorvägen S3 (Europaväg 65) i nord-sydlig riktning befinner sig under konstruktion och är idag endast motorväg på vissa delsträckningar norrut i riktning mot Szczecin.  I övrigt följer vägen den gamla landsvägen DK3.  Landsvägen DK22 mellan Elbląg och Kostrzyn nad Odrą, som ursprungligen byggdes som den gamla tyska riksvägen Reichsstraße 1, passerar Gorzów i väst-östlig riktning.
De närmaste större internationella flygplatserna finns i Poznań och Berlin.

### Lokaltrafik
Staden har ett spårvägsnät, grundat 1899, som utgår från centralstationen.

## Vänorter
- Italien:
  - Cava de' Tirreni
  - Teramo
- Tyskland:
  - Eberswalde, Brandenburg
  - Frankfurt an der Oder, Brandenburg
  - Herford, Nordrhein-Westfalen
- Jönköping, Sverige
- Sumy, Ukraina

## Kända Gorzówbor
- Georg Axhausen, (1877-1960), tysk kirurg.
- Gottfried Bernhardy (1800-1875), tysk filolog.
- Eduard Boas (1815-1853), tysk författare.
- Hermann Ende (1829-1907), tysk arkitekt.
- Victor Klemperer (1881-1960), tysk författare.
- Kazimierz Marcinkiewicz (född 1959), Polens premiärminister 2005-2006.
- Christa Wolf (1929-2011), tysk författare.